# Qualcuno in cui fare il nido
Qualcuno in cui fare il nido (Someone You Can Build a Nest In) è un romanzo del 2024 di John Wiswell. La storia è narrata in prima persona da un mostro mutaforma e fonde diversi filoni fantastici: la fantascienza, l'horror e il fantasy.

## Storia editoriale
L'opera è il romanzo d'esordio dell'autore e ha vinto il Premio Nebula per il miglior romanzo il Premio Locus per la miglior opera prima, ed è finalista al Premio Hugo per il miglior romanzo.

## Trama
Shesheshen è un mostro mutaforma che vive in una villa abbandonata. Viene risvegliata dal letargo da tre cacciatori di mostri umani. Uccide il loro capo, Catharsis Wulfyre, mangiandolo. Gli altri due fuggorno. Nello scontro, Shesheshen viene colpita da un dardo di balestra cosparso di rosmarino, pianta che è velenosa per i mutaforma. Travestita da umana, si reca nel vicino villaggio di Underlook in cerca di cibo. Viene riconosciuta da uno dei due  cacciatori sopravvissuti. Fugge a cavallo inseguita. Cade da una rupe e rimane gravemente ferita.
Viene salvata da una donna di nome Homily di cui Shesheshen si innamora. La specie di Shesheshen depone le sue uova in un corpo umano; dalle uova schiuse nascono i cuccioli che divorano l'ospite. Shesheshen vorrebbe deporre le sue uova in Homily. Le due si innamorano. Prima che Shesheshen possa confessare la sua identità, Homily rivela un suo segreto: il cognome di Homily è Wulfyre. Catharsis Wulfyre era suo fratello e sua madre è la baronessa Wulfyre. Homily rivela a Shesheshen che la famiglia Wulfyre è stata maledetta dal mutaforma e le chiede di aiutarla a cacciare il mostro. In realtà, Shesheshen non ha mai maledetto nessuno, tuttavia accetta di aiutare Homily a liberarsi della maledizione cacciando il mostro. Shesheshen incontra la famiglia di Homily, tra cui la madre e le sorelle, Epigram e Ode. Homily viene maltrattata dalla sua famiglia, cosa che fa infuriare Shesheshen. Shesheshen si rende conto che l'uomo da cui lei stessa è nata, era il padre di Homily. La Baronessa aveva ucciso la madre di Shesheshen per vendetta.
I Wulfyres, i loro mercenari e Shesheshen si lanciano nella caccia al mostro. Un nuovo mostro appare e divora Ode; Shesheshen si rende conto di aver accidentalmente generato lei stessa il nuovo mutaforma attraverso la riproduzione asessuata. Shesheshen tenta di uccidere la Baronessa pugnalandola, ma questa non muore, rivelandosi essere anche lei una mutaforma, in realtà la madre di Shesheshen, che aveva ucciso la Baronessa originale anni prima e che si era camuffata da umana. La falsa Baronessa chiede la sacca ovarica di Shesheshen, che prolungherà notevolmente la sua durata di vita.
Shesheshen viene ferita ma riesce a fuggire. Tornata all'accampamento confessa la sua vera identità a quella che crede essere Homily ma che in realtà è Epigram travestita. Epigram colpisce Shesheshen con un dardo di balestra al rosmarino. Homily, intervenuta, invece di uccidere Shesheshen, uccide la sorella Epigram. Shesheshen e Homily progettano di uccidere la falsa Baronessa. Shesheshen si traveste da Epigram. Avvelena il proprio sacco ovarico con il rosmarino e lo dà in pasto alla Baronessa. Shesheshen e Homily uccidono la falsa Baronessa. Homily e Shesheshen allevano insieme la prole di Shesheshen.

## Edizioni
- (EN) John Wiswell, Someone You Can Build a Nest In, 1ª ed., New York, DAW Books, 2024, ISBN 9780756418854.
- John Wiswell, Qualcuno in cui fare il nido, traduzione di Clara Scarafia, Roma, Ne/oN libri, 2024, ISBN 9791281777101.